# Mentmore Towers

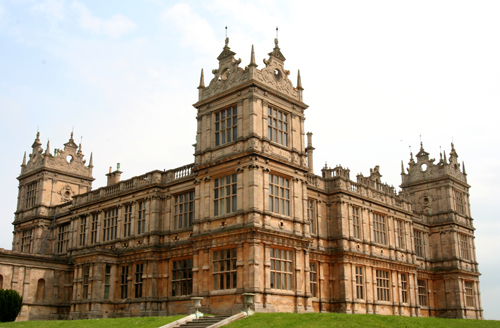
Mentmore Towers

Mentmore Towers ist ein Herrenhaus aus dem 19. Jahrhundert, das im Dorf Mentmore in der englischen Grafschaft Buckinghamshire liegt. Das Haus wurde von Joseph Paxton und seinem Schwiegersohn George Henry Stokes im jakobethanischen Stil für den Banker und Kunstsammler Amschel Mayer de Rothschild (1818–1874) als Landhaus und Ausstellungsraum für seine Sammlung entworfen. Das Herrenhaus gilt als eines der großartigsten Häuser der viktorianischen Ära. Da die Innenräume in Art und Niveau der darin ausgestellten Sammlung entsprechen sollten, orientieren sie sich an der italienischen Renaissance. Das Haus enthält aber auch Salons und Zimmer im vergoldeten Stil des späten 18. Jahrhunderts in Frankreich. Ursprünglich hieß das Herrenhaus einfach „Mentmore“. Der Baustil ist eng mit der von Robert Smythson gestalteten Wollaton Hall verwandt. Mentmore Towers wurde von English Heritage als historisches Gebäude I. Grades gelistet. Park und Gärten gelten als historisches Denkmal II. Grades.
Mentmore war das erste Haus einer regelrechten „Rothschild-Enklave“ im Aylesbury Vale, da später andere Mitglieder der Familie Rothschild ihre Landhäuser in Tring in Hertfordshire sowie in Ascott, Aston Clinton und Halton in Buckinghamshire bauten. Seit 1846 hatte Baron Mayer de Rothschild in der Region Land gekauft.

## Architektur

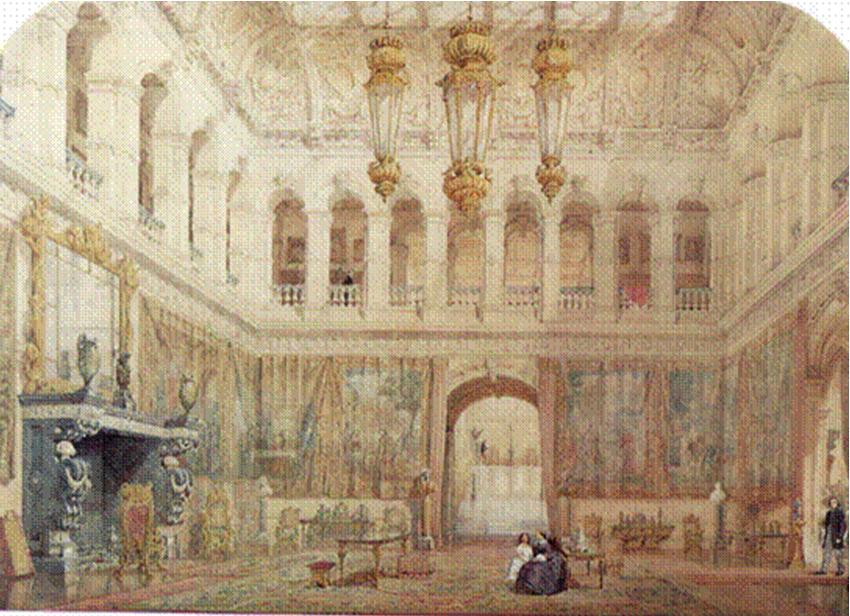
Der Rittersaal in Mentmore. Im Alter von nur 6 Monaten legte Hannah de Rothschild am 31. Dezember 1851 den Grundstein für das Herrenhaus.

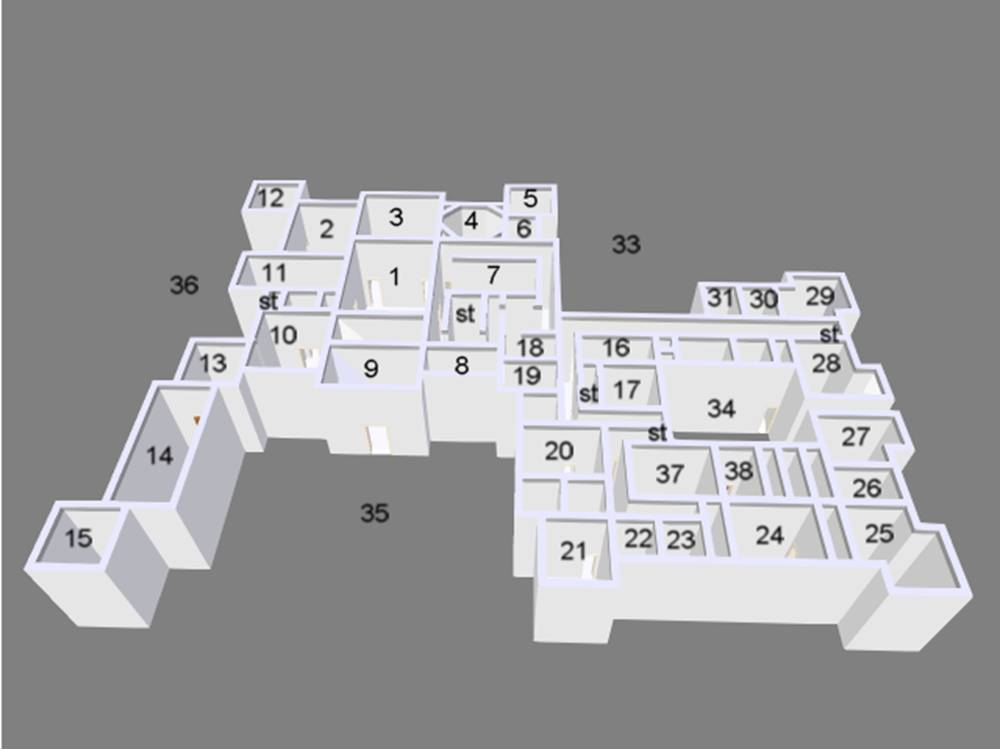
Erdgeschoss von Mentmore Towers. Viele Räume sind nach den Sammlungen benannt, die sie einst enthielten. 1:Rittersaal; 2:Weißer Salon; 3:Speisezimmer; 4:Bibliothek; 5:Bernsteinzimmer; 6:Emailzimmer; 7:Aufgang; 8:Studierzimmer; 9:Vestibül; 10:Grüner Salon; 11:Südliche Eingangshalle; 12:Blarenberghezimmer; 13:Du-Barry-Zimmer; 14:Billardzimmer; 15:Rauchzimmer/Arsenal; 33:Italienischer Garten; 34:Dienerhof; 35:Ehrenhof; 36:Südterrasse; ST:kleinere Treppenhäuser für die Dienerschaft. Die anderen Räume sind für die Dienerschaft.

Das Landhaus wurde zwischen 1852 und 1854 für Baron Mayer de Rothschild, der ein Haus in der Nähe Londons benötigte, gebaut. Paxton, der vorher den Crystal Palace entworfen hatte, zeichnete für das Wölbackerglasdach der Mittelhalle verantwortlich, das der Halle den Eindruck eines Rundbogenhofes in einem Renaissancepalast verleihen sollte. Stokes war zweiter Architekt und Bauleiter. Die Bauarbeiten führte die Londoner Firma George Myers durch, die häufig solche Arbeiten für die Familie Rothschild erledigte.

## Earls of Rosebery
Baron Mayer de Rothschild und seine Frau starben bald nach der Fertigstellung von Mentmore Towers. Nach dem Tod der Baroness erbte die Tochter Hannah, spätere Countess of Rosebery, das Anwesen. Nach ihrem Tod durch chronische Nierenentzündung 1890 im Alter von 39 Jahren wohnte ihr Witwer Archibald Philip Primrose, 5. Earl of Rosebery, der ab 1894 für zwei Jahre Premierminister war, in dem Haus. Ende der 1920er-Jahre vererbte er das Anwesen an seinen Sohn, Harry, Lord Dalmeny, der 1929 beim Tod seines Vaters der 6. Earl of Rosebery wurde.
Beide Earls züchteten etliche Sieger klassischer Pferderennen auf den beiden Zuchtfarmen auf dem Anwesen u. a. auch fünf Sieger des Epsom Derbys. Crafton Stud und Mentmore Stud lagen weniger als einen Kilometer vom Herrenhaus entfernt und wurden zusammen mit dem Stallhof vom Architekten George Devey, der viele Bauernhäuser in den nahegelegenen Dörfern Mentmore, Crafton und Ledburn geplant hatte, entworfen.

### Zweiter Weltkrieg
Die Frau des 6. Earls of Rosebery, Eva, war kunstinteressiert und bekannt mit Kenneth Clark und anderen Direktoren des nationalen Kunstmuseums. Die Sammlungen der National Portrait Gallery wurden daraufhin während des Krieges in Mentmore eingelagert, zusammen mit einigen Stücken der Royal Collection, z. B. der Goldenen Staatskutsche. Weitere in Mentmore eingelagerte Kunstwerke waren z. B. die Porträts aus dem Speaker’s House im Palace of Westminster sowie Wandteppiche, Möbel und die Schnitzereien von Grinling Gibbons aus dem Hampton Court Palace.
Die Sammlungen wurden im „Batterieraum“ gelagert – danach auch als „Zufluchtsstätte“ bezeichnet –, einem Teil des „Gashauses“, einer Gruppe von Nebengebäuden für die Einspeisung von Gas und elektrischem Strom für das Anwesen. Vier Leute bewachten den Zufluchtsort nachts und zwei am Tag.

### Verkauf und Auflösung der Sammlungen
Der mögliche Kauf von Mentmore Towers durch die öffentliche Hand mit Hilfe des National Land Fund war der Wunsch von Roy Strong, dem Direktor des Victoria and Albert Museums. Er hoffte, dass Mentmore Towers mit seiner dekorativen Kunst des 19. Jahrhunderts Teil seines Museums hätte werden können, so wie Ham House es für das 17. Jahrhundert und Osterley House es für das 18. Jahrhundert ist. Die Regierung weigerte sich aber, eine so große Summe Geldes aus dem Fonds auszugeben, und so kam der Verkauf nicht zustande. Nach dem Tod des 6. Earl of Rosebery 1973 weigerte sich die Labour-Regierung unter James Callaghan den Inhalt des Herrenhauses zur Begleichung der Erbschaftsteuer anzunehmen, wodurch das Haus zu einem der schönsten Museen Englands für europäische Möbel, Kunstobjekte und viktorianische Architektur hätte werden können. Der Regierung wurde das Haus mit Inhalt für £ 2 Mio. angeboten, aber sie lehnte ab. Nach drei Jahren fruchtloser Diskussion verkauften die Nachlassverwalter des Anwesens den Inhalt des Herrenhauses in einer öffentlichen Versteigerung für über £ 6 Mio. Unter den verkauften Gemälden waren Arbeiten von Gainsborough, Reynolds, Boucher, Drouais, Moroni und anderen weltbekannten Künstlern. Unter den Möbeln waren Stücke von Riesener und Chippendale. Auch Werke der bekanntesten deutschen und russischen Gold- und Silberschmiede sowie Emailarbeiten wurden versteigert. Diese Rothschild/Mentmore-Sammlung soll eine der schönsten der Welt in privater Hand gewesen sein, wenn man von dem Sammlungen der britischen und russischen Königsfamilien absieht. Der Verkauf der Sammlung von Mentmore wird als Wendepunkt für die Erhaltungsbewegung beschrieben.
Viele Stücke entfernten die Roseberys von Mentmore und brachten sie in ihren schottischen Familiensitz, Dalmeny House bei Edinburgh. Darunter sind Wandteppiche, Porzellan aus Sèvres und eine Pferdestatue King Toms von Joseph Boehm. King Tom war der erste Zuchthengst von Baron Mayer de Rothschild.

## Maharishi Foundation
Mentmore Towers wurde 1978 zum Hauptquartier für Maharishi Mahesh Yogis wohltätige Erziehungsorganisation, die Maharishi Foundation. Ab 1997 mietete die Naturgesetz-Partei auch Räume in dem Herrenhaus an. Ebenfalls 1997 wurde das Gebäude zum Verkauf angeboten, fand aber erst 1999 in dem Investor Simon Halabi einen Käufer.

## Simon Halabi
Unter Halabi wurde die Mentmore Towers Ltd gegründet, die das Herrenhaus zu einem Luxushotel mit 171 Suiten restaurieren sollte, wovon 122 in einem neuen Gebäude auf dem Hang unterhalb des Herrenhauses lagen. Aber im September 2004 erwirkte Jonathan Davey, der in Mentmore wohnte, eine einstweilige Verfügung beim High Court of Justice zur Einstellung der Bauarbeiten, bis in einem Normenkontrollverfahren festgestellt wurde, ob die Planungsgenehmigung zu Recht erteilt worden war. Im März 2005 stellte der High Court fest, dass die vom Aylesbury Vale District Council erteilte Planungsgenehmigung “unanfechtbar” und rechtlich in Ordnung war. Dennoch schien sich das Projekt erledigt zu haben, da Halabis Immobilienimperium zwischenzeitlich wegen des Zusammenbruchs des Immobilienmarktes in ernsthaften Schwierigkeiten war. English Heritage setzte das Herrenhaus auf die Liste gefährdeter historische Gebäude, da Arbeiten an Dach und Kaminen dringend nötig waren. Es besteht die Gefahr, dass Sturm und Regen in das Herrenhaus eindringen, das zu den besten Beispielen viktorianischen Stils und viktorianischer Handwerkskunst in Großbritannien zählt. Halabis Immobiliengesellschaft, die Buckingham Securities Holdings, bot auch an, den In & Out Club (79–81, Piccadilly, London, auch bekannt als Cambridge House, einst von Lord Palmerston bewohnt) zu sanieren, bevor es zum Naval and Military Club wurde. Man wollte beide Anwesen in Europas erste 6-Sterne-Hotels verwandeln, eines davon in der Stadt und das andere als Haus im gleichen Stil auf dem Lande mit 36-Loch-Golfplatz. 2005 wurden die ursprünglichen Architekten von ERP durch solche von AFR ersetzt, aber 2007 musste das Entwicklungsprojekt ganz aufgegeben werden. Noch 2004 hatte man die Hotel Design Inc. für die Planung der Innenausstattung für beide Häuser verpflichtet, was 2005 zu einer Präsentation der beiden Anwesen als Private Members Club mit Hotel (dem PM-Club) führte.
Der letzte Vorschlag – eingebracht, nachdem das Anwesen in London 2009 an Rueben Brothers verkauft worden war – war die Renovierung des originalen Mentmore-Towers-Gebäudes (ohne neuen Anbau) als Konferenzzentrum und Kurhotel.

## Golfplatz
Der größte Teil des historischen Parks wurde 1944 verkauft und wieder landwirtschaftlicher Nutzung zugeführt, bevor 1992 daraus der Mentmore Golf and Country Club wurde, der aus zwei 18-Loch-Golfplätzen – dem Rothschild Course und dem Rosebury Course – besteht. Obwohl beide Anwesen – Mentmore Towers mit Grundstück und der Mentmore Golf and Country Club – demselben Eigentümer gehören, werden sie getrennt geführt.

## In Filmen
Das Herrenhaus tauchte in vielen Filmen auf, z. B. Terry Gilliams Filmen Brazil und Slipstream, in Stanley Kubricks Eyes Wide Shut, in Philip Kaufmans biografischen Film Quills – Macht der Besessenheit über Marquis de Sade, in seinen Filmen Die Mumie kehrt zurück, Ali G in da House und Johnny English – Der Spion, der es versiebte sowie in Christopher Nolans Film Batman Begins, wo das Herrenhaus als gotisches Wayne Manor diente.
1982 filmte Direktor Howard Guard das Video zu Avalon von Roxy Music in Mentmore Towers, wobei Sophie Ward die Hauptrolle spielte. Es diente auch als Drehort für Mike Oldfields Video zu Magic Touch (Regie: Alex Proyas, 1987/88), Enyas Video zu Only If … (1997), das Video der Spice Girls zu Goodbye (1998) und für das Video der Band ATC zu Thinking of You (2000). Das Herrenhaus tauchte auch in der Episode Cherubim and Seraphim der Serie Inspektor Morse, Mordkommission Oxford als Ort für die Rave-Party auf.